# Vòng đấu loại trực tiếp UEFA Champions League 2011–12
Vòng đấu loại trực tiếp UEFA Champions League 2011-12 bắt đầu vào ngày 14 tháng 2 năm 2012 và sẽ kết thúc sau trận chung kết ngày 19 tháng 5 năm 2012 tại sân vận động Allianz Arena ở München, Đức. Vòng 1/8 gồm 16 đội xếp thứ nhất và nhì tại vòng bảng.

## Các đội giành quyền tham dự
| Màu sắc trong bảng                 |
| ---------------------------------- |
| Hạt giống ở vòng 16 đội            |
| Không phải hạt giống ở vòng 16 đội |

| Group | Nhất           | Nhì                  |
| ----- | -------------- | -------------------- |
| A     | Bayern Munich  | Napoli               |
| B     | Internazionale | CSKA Moscow          |
| C     | Benfica        | Basel                |
| D     | Real Madrid    | Lyon                 |
| E     | Chelsea        | Bayer Leverkusen     |
| F     | Arsenal        | Marseille            |
| G     | APOEL          | Zenit St. Petersburg |
| H     | Barcelona      | Milan                |

## Sơ đồ tóm tắt
|  | Vòng 16 đội          | Vòng 16 đội   | Vòng 16 đội | Vòng 16 đội |      |           | Tứ kết | Tứ kết | Tứ kết | Tứ kết |  |               | Bán kết | Bán kết | Bán kết | Bán kết |               |      | Chung kết | Chung kết |
|  |                      |               |             |             |      |           |        |        |        |        |  |               |         |         |         |         |               |      |           |           |
|  | Marseille (a)        | 1             | 1           | 2           |      |           |        |        |        |        |  |               |         |         |         |         |               |      |           |           |
|  | Internazionale       | 0             | 2           | 2           |      |           |        |        |        |        |  |               |         |         |         |         |               |      |           |           |
|  | Internazionale       | 0             | 2           | 2           |      | Marseille | 0      | 0      | 0      |        |  |               |         |         |         |         |               |      |           |           |
|  |                      |               |             |             |      | Marseille | 0      | 0      | 0      |        |  |               |         |         |         |         |               |      |           |           |
|  |                      | Bayern Munich | 2           | 2           | 4    |           |        |        |        |        |  |               |         |         |         |         |               |      |           |           |
|  | Basel                | Bayern Munich | 2           | 2           | 4    | 1         | 0      | 1      |        |        |  |               |         |         |         |         |               |      |           |           |
|  | Basel                |               |             |             |      | 1         | 0      | 1      |        |        |  |               |         |         |         |         |               |      |           |           |
|  | Bayern Munich        | 0             | 7           | 7           |      |           |        |        |        |        |  |               |         |         |         |         |               |      |           |           |
|  | Bayern Munich        | 0             | 7           | 7           |      |           |        |        |        |        |  | Bayern Munich | 2       | 1       | 3(3)    |         |               |      |           |           |
|  |                      |               |             |             |      |           |        |        |        |        |  | Bayern Munich | 2       | 1       | 3(3)    |         |               |      |           |           |
|  |                      | Real Madrid   | 1           | 2           | 3(1) |           |        |        |        |        |  |               |         |         |         |         |               |      |           |           |
|  | Lyon                 | Real Madrid   | 1           | 2           | 3(1) | 1         | 0      | 1(3)   |        |        |  |               |         |         |         |         |               |      |           |           |
|  | Lyon                 |               |             |             |      | 1         | 0      | 1(3)   |        |        |  |               |         |         |         |         |               |      |           |           |
|  | APOEL (p)            | 0             | 1           | 1(4)        |      |           |        |        |        |        |  |               |         |         |         |         |               |      |           |           |
|  | APOEL (p)            | 0             | 1           | 1(4)        |      | APOEL     | 0      | 2      | 2      |        |  |               |         |         |         |         |               |      |           |           |
|  |                      |               |             |             |      | APOEL     | 0      | 2      | 2      |        |  |               |         |         |         |         |               |      |           |           |
|  |                      | Real Madrid   | 3           | 5           | 8    |           |        |        |        |        |  |               |         |         |         |         |               |      |           |           |
|  | CSKA Moscow          | Real Madrid   | 3           | 5           | 8    | 1         | 1      | 2      |        |        |  |               |         |         |         |         |               |      |           |           |
|  | CSKA Moscow          |               |             |             |      | 1         | 1      | 2      |        |        |  |               |         |         |         |         |               |      |           |           |
|  | Real Madrid          | 1             | 4           | 5           |      |           |        |        |        |        |  |               |         |         |         |         |               |      |           |           |
|  | Real Madrid          | 1             | 4           | 5           |      |           |        |        |        |        |  |               |         |         |         |         | Bayern Munich | 1(3) |           |           |
|  |                      |               |             |             |      |           |        |        |        |        |  |               |         |         |         |         |               | 1(3) |           |           |
|  |                      | Chelsea       | 1(4)        |             |      |           |        |        |        |        |  |               |         |         |         |         |               |      |           |           |
|  | Zenit St. Petersburg | Chelsea       | 1(4)        | 3           | 0    | 3         |        |        |        |        |  |               |         |         |         |         |               |      |           |           |
|  | Zenit St. Petersburg |               |             | 3           | 0    | 3         |        |        |        |        |  |               |         |         |         |         |               |      |           |           |
|  | Benfica              | 2             | 2           | 4           |      |           |        |        |        |        |  |               |         |         |         |         |               |      |           |           |
|  | Benfica              | 2             | 2           | 4           |      | Benfica   | 0      | 1      | 1      |        |  |               |         |         |         |         |               |      |           |           |
|  |                      |               |             |             |      | Benfica   | 0      | 1      | 1      |        |  |               |         |         |         |         |               |      |           |           |
|  |                      | Chelsea       | 1           | 2           | 3    |           |        |        |        |        |  |               |         |         |         |         |               |      |           |           |
|  | Napoli               | Chelsea       | 1           | 2           | 3    | 3         | 1      | 4      |        |        |  |               |         |         |         |         |               |      |           |           |
|  | Napoli               |               |             |             |      | 3         | 1      | 4      |        |        |  |               |         |         |         |         |               |      |           |           |
|  | Chelsea (s.h.p.)     | 1             | 4           | 5           |      |           |        |        |        |        |  |               |         |         |         |         |               |      |           |           |
|  | Chelsea (s.h.p.)     | 1             | 4           | 5           |      |           |        |        |        |        |  | Chelsea       | 1       | 2       | 3       |         |               |      |           |           |
|  |                      |               |             |             |      |           |        |        |        |        |  | Chelsea       | 1       | 2       | 3       |         |               |      |           |           |
|  |                      | Barcelona     | 0           | 2           | 2    |           |        |        |        |        |  |               |         |         |         |         |               |      |           |           |
|  | Milan                | Barcelona     | 0           | 2           | 2    | 4         | 0      | 4      |        |        |  |               |         |         |         |         |               |      |           |           |
|  | Milan                |               |             |             |      | 4         | 0      | 4      |        |        |  |               |         |         |         |         |               |      |           |           |
|  | Arsenal              | 0             | 3           | 3           |      |           |        |        |        |        |  |               |         |         |         |         |               |      |           |           |
|  | Arsenal              | 0             | 3           | 3           |      | Milan     | 0      | 1      | 1      |        |  |               |         |         |         |         |               |      |           |           |
|  |                      |               |             |             |      | Milan     | 0      | 1      | 1      |        |  |               |         |         |         |         |               |      |           |           |
|  |                      | Barcelona     | 0           | 3           | 3    |           |        |        |        |        |  |               |         |         |         |         |               |      |           |           |
|  | Bayer Leverkusen     | Barcelona     | 0           | 3           | 3    | 1         | 1      | 2      |        |        |  |               |         |         |         |         |               |      |           |           |
|  | Bayer Leverkusen     |               |             |             |      | 1         | 1      | 2      |        |        |  |               |         |         |         |         |               |      |           |           |
|  | Barcelona            | 3             | 7           | 10          |      |           |        |        |        |        |  |               |         |         |         |         |               |      |           |           |

## Vòng 16 đội
Các trận đấu lượt đi đã diễn ra ngày 14, 15, 21 và 22 tháng 2, và các trận đấu lượt về đã diễn ra ngày 6, 7, 13 và 14 tháng 3 năm 2011.
| Đội 1                | TTS        | Đội 2          | Lượt đi | Lượt về      |
| -------------------- | ---------- | -------------- | ------- | ------------ |
| Lyon                 | 1–1 (3–4p) | APOEL          | 1–0     | 0–1 (s.h.p.) |
| Napoli               | 4–5        | Chelsea        | 3–1     | 1–4 (s.h.p.) |
| Milan                | 4–3        | Arsenal        | 4–0     | 0–3          |
| Basel                | 1–7        | Bayern Munich  | 1–0     | 0–7          |
| Bayer Leverkusen     | 2–10       | Barcelona      | 1–3     | 1–7          |
| CSKA Moscow          | 2–5        | Real Madrid    | 1–1     | 1–4          |
| Zenit St. Petersburg | 3–4        | Benfica        | 3–2     | 0–2          |
| Marseille            | 2–2 (a)    | Internazionale | 1–0     | 1–2          |

### Lượt đi
| Lyon          | 1 – 0    | APOEL |
| ------------- | -------- | ----- |
| Lacazette 58' | Chi tiết |       |

| Bayer Leverkusen | 1 – 3    | Barcelona                    |
| ---------------- | -------- | ---------------------------- |
| Kadlec 52'       | Chi tiết | Sánchez 41', 55' · Messi 88' |

| Zenit St. Petersburg          | 3 – 2    | Benfica                        |
| ----------------------------- | -------- | ------------------------------ |
| Shirokov 27', 88' · Semak 71' | Chi tiết | Maxi Pereira 21' · Cardozo 87' |

| Milan                                                    | 4 – 0    | Arsenal |
| -------------------------------------------------------- | -------- | ------- |
| Boateng 15' · Robinho 38', 49' · Ibrahimović 79' (ph.đ.) | Chi tiết |         |

| CSKA Moscow     | 1 – 1    | Real Madrid |
| --------------- | -------- | ----------- |
| Wernbloom 90+3' | Chi tiết | Ronaldo 28' |

| Napoli                          | 3 – 1    | Chelsea  |
| ------------------------------- | -------- | -------- |
| Lavezzi 38', 65' · Cavani 45+2' | Chi tiết | Mata 27' |

| Marseille     | 1 – 0    | Internazionale |
| ------------- | -------- | -------------- |
| A. Ayew 90+3' | Chi tiết |                |

| Basel       | 1 – 0    | Bayern Munich |
| ----------- | -------- | ------------- |
| Stocker 86' | Chi tiết |               |

### Second leg
| Arsenal                                             | 3–0    | Milan |
| --------------------------------------------------- | ------ | ----- |
| Koscielny 7' · Rosický 26' · Van Persie 43' (ph.đ.) | Report |       |

Milan won 4–3 on aggregate.
| Benfica                        | 2–0    | Zenit Saint Petersburg |
| ------------------------------ | ------ | ---------------------- |
| Pereira 45+1' · Oliveira 90+3' | Report |                        |

Benfica won 4–3 on aggregate.
| APOEL                                     | 1–0 (s.h.p.) | Lyon                                              |
| ----------------------------------------- | ------------ | ------------------------------------------------- |
| Manduca 9'                                | Report       |                                                   |
| Loạt sút luân lưu                         |              |                                                   |
| Aílton · Morais · Alexandrou · Tričkovski | 4–3          | Källström · Lisandro · Gomis · Lacazette · Bastos |

1–1 on aggregate. APOEL won 4–3 on penalties.
| Barcelona                                      | 7–1    | Bayer Leverkusen |
| ---------------------------------------------- | ------ | ---------------- |
| Messi 25', 43', 49', 58', 85' · Tello 55', 62' | Report | Bellarabi 90+1'  |

Barcelona won 10–2 on aggregate.
| Internazionale                     | 2–1    | Marseille     |
| ---------------------------------- | ------ | ------------- |
| Milito 75' · Pazzini 90+6' (ph.đ.) | Report | Brandão 90+2' |

2–2 on aggregate. Marseille won on away goals.
| Bayern Munich                                           | 7–0    | Basel |
| ------------------------------------------------------- | ------ | ----- |
| Robben 11', 81' · Müller 42' · Gómez 44', 50', 61', 67' | Report |       |

Bayern Munich won 7–1 on aggregate.
| Chelsea                                                      | 4–1 (s.h.p.) | Napoli    |
| ------------------------------------------------------------ | ------------ | --------- |
| Drogba 28' · Terry 47' · Lampard 75' (ph.đ.) · Ivanović 105' | Report       | Inler 55' |

Chelsea won 5–4 on aggregate.
| Real Madrid                                    | 4–1    | CSKA Moscow |
| ---------------------------------------------- | ------ | ----------- |
| Higuaín 26' · Ronaldo 55', 90+4' · Benzema 70' | Report | Tošić 77'   |

Real Madrid won 5–2 on aggregate.

## Tứ kết
The first legs were played on 27 and 28 March, and the second legs were played on 3 and ngày 4 tháng 4 năm 2012.
| Đội 1     | TTS | Đội 2         | Lượt đi | Lượt về |
| --------- | --- | ------------- | ------- | ------- |
| APOEL     | 2–8 | Real Madrid   | 0–3     | 2–5     |
| Marseille | 0–4 | Bayern Munich | 0–2     | 0–2     |
| Benfica   | 1–3 | Chelsea       | 0–1     | 1–2     |
| Milan     | 1–3 | Barcelona     | 0–0     | 1–3     |

### First leg
| APOEL | 0–3    | Real Madrid                 |
| ----- | ------ | --------------------------- |
|       | Report | Benzema 74', 90' · Kaká 82' |

| Benfica | 0–1    | Chelsea   |
| ------- | ------ | --------- |
|         | Report | Kalou 75' |

| Marseille | 0–2    | Bayern Munich          |
| --------- | ------ | ---------------------- |
|           | Report | Gómez 44' · Robben 69' |

| Milan | 0–0    | Barcelona |
| ----- | ------ | --------- |
|       | Report |           |

### Second leg
| Bayern Munich | 2–0    | Marseille |
| ------------- | ------ | --------- |
| Olić 13', 37' | Report |           |

Bayern Munich won 4–0 on aggregate.
| Barcelona                                    | 3–1    | Milan        |
| -------------------------------------------- | ------ | ------------ |
| Messi 11' (ph.đ.), 41' (ph.đ.) · Iniesta 53' | Report | Nocerino 32' |

Barcelona won 3–1 on aggregate.
| Real Madrid                                               | 5–2    | APOEL                            |
| --------------------------------------------------------- | ------ | -------------------------------- |
| Ronaldo 26', 76' · Kaká 37' · Callejón 80' · Di María 84' | Report | Manduca 67' · Solari 82' (ph.đ.) |

Real Madrid won 8–2 on aggregate.
| Chelsea                              | 2–1    | Benfica         |
| ------------------------------------ | ------ | --------------- |
| Lampard 21' (ph.đ.) · Meireles 90+3' | Report | Javi García 85' |

Chelsea won 3–1 on aggregate.

## Bán kết
The first legs were played on 17 and 18 April, and the second legs were played on 24 and ngày 25 tháng 4 năm 2012.
| Đội 1         | TTS         | Đội 2       | Lượt đi | Lượt về      |
| ------------- | ----------- | ----------- | ------- | ------------ |
| Bayern Munich | 3–3 (3–1 p) | Real Madrid | 2–1     | 1–2 (s.h.p.) |
| Chelsea       | 3–2         | Barcelona   | 1–0     | 2–2          |

### First leg
| Bayern Munich          | 2–1    | Real Madrid |
| ---------------------- | ------ | ----------- |
| Ribéry 17' · Gómez 90' | Report | Özil 53'    |

| Chelsea      | 1–0    | Barcelona |
| ------------ | ------ | --------- |
| Drogba 45+2' | Report |           |

### Second leg
| Barcelona                  | 2–2    | Chelsea                      |
| -------------------------- | ------ | ---------------------------- |
| Busquets 35' · Iniesta 43' | Report | Ramires 45+1' · Torres 90+1' |

Chelsea won 3–2 on aggregate.
| Real Madrid                     | 2–1 (s.h.p.) | Bayern Munich                                 |
| ------------------------------- | ------------ | --------------------------------------------- |
| Ronaldo 6' (ph.đ.), 14'         | Report       | Robben 27' (ph.đ.)                            |
| Loạt sút luân lưu               |              |                                               |
| Ronaldo · Kaká · Alonso · Ramos | 1–3          | Alaba · Gómez · Kroos · Lahm · Schweinsteiger |

3–3 on aggregate. Bayern Munich won 3–1 on penalties.